# Río Malo (Teno)
El río Malo es un curso natural de agua que nace de las dos lagunas de Teno, colocadas en serie inmediatamente al norte del volcán Planchón y fluye en la Región del Maule, en Chile, hasta su confluencia con el río Claro de Teno donde juntos forman el río Teno.
Astaburuaga llama Teno al río a partir de las lagunas de Teno, a diferencia de Luis Risopatrón que llama río Malo al cauce superior.

## Trayecto
El río Malo se inicia en el extremo norte de la laguna más baja y sigue por 10 km al NNO hasta su junta al río de Los Nacimientos, que viene también de la ladera poniente de la frontera internacional.

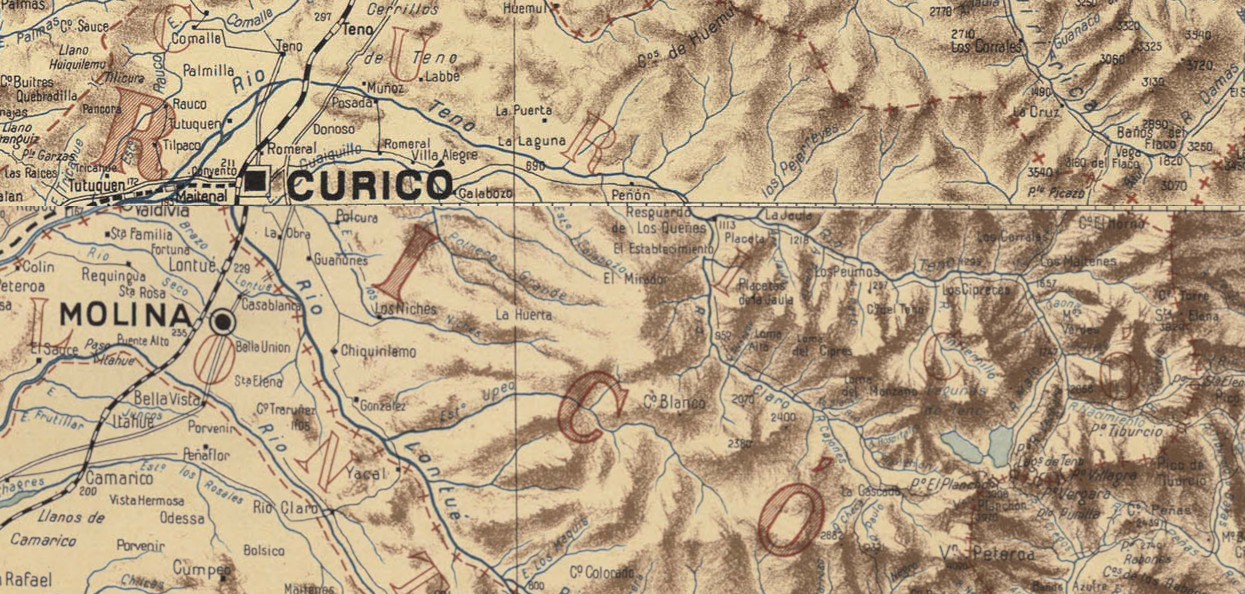
Cuenca del río Teno. Imagen elaborada a partir de dos mapas de Luis Risopatrón.

## Historia
Luis Risopatrón lo describe en su Diccionario Jeográfico de Chile: 519 
Malo (Rio) 35° 10' 70° 33'. Sirve de desahue a las lagunas del Teno, corre hácia el N i se vácia en los oríjenes del rio de este nombre. 120, p. 51; .134; i 156.

## Población, economía y ecología
Para efectos de regadío se han construido obras de regulación del flujo del vital elemento, el embalse El Planchón.